# John Talen
John Talen  (Meppel, 18 de enero de 1965) es un exciclista neerlandés.

## Palmarés
| 1988 - A través de Flandes - Gran Premio Pino Cerami 1989 - Circuito de Guecho 1990 - 1 etapa de la Tirreno-Adriático - Scheldeprijs Vlaanderen 1991 - 1 etapa de la Dauphiné Libéré - 1 etapa de la Vuelta a los Valles Mineros | 1993 - 1 etapa de la Hofbrau Cup 1997 - Premio Nacional de Clausura - 1 etapa del Tour de Olympia 1998 - 1 etapa del Tour de Olympia 1999 - 1 etapa del Tour de Olympia 2001 - Flèche Hesbignonne |